# 選球眼
選球眼（せんきゅうがん、英: Batting eye：バッティング・アイ）は、野球において、四球を選び見極める力、ストライクの球かボール球かを見分ける力のこと。一般に「選球眼が優れている」とは投手の投げる際どいボール球を見切り、打者にとって有利なカウントを整えられる選手のことを指す。しかし明確な測定基準はないので、はっきりとした定義は存在していない。

## 他の要素が選球眼にもたらす恩恵
選球眼の良い選手には強打者が多いが、これは選手本人の能力以上に、投手がそういう選手に対しては往々にして慎重に攻めるために四球数が増える傾向にあることも大きい。そうした打者の通算成績では、出塁率と打率の差（IsoD）が1割を超えている。オークランド・アスレチックスのビリー・ビーンGMも、出塁率を上げるためには選球眼と長打力が重要であるとし、練習による向上は望みにくい選球眼よりも、長打力の向上が出塁率を上げるのに効果的である、との持論を持っていることが、マイケル・ルイスの書籍『マネー・ボール』にて紹介されている。
同様に、バットスピードも選球眼と密接な関わりがある。打者はバットスピードが速ければ速いほど、投球を懐深く呼び込むことが可能となる。そして、ボールを引き付けた分だけ見極め時間が増大し、コースや高低、球種を見分けやすくなる。メカニクス（体の使い方）においては、前足の下ろし方がポイントになる。踏み込む際、爪先（親指の付け根のふくらみ）をうまく利用してソフトに着地する打者は下半身のショックが小さく、したがって視軸が安定しており、投球の軌道をトレースしやすい。一方、必要以上に激しく踏み込んだり、カカトから着地したりする打者は下半身のショックが大きく、必然的に視軸が大きくブレ、投球を正確に捉えることは困難になる。打者は前足の下ろし方に細心の注意を払いつつ、ボールと視軸が一致している状態をコンタクトの瞬間まで保持し続けることが、きわめて重要である。スキルと並び、気質も大きなウエイトを占めている。忍耐力と自制心に優れた打者はストライクゾーン・ジャッジメントを堅持し、打ち気にはやる気持ちを我慢して初球や悪球を見送る率が高く、釣り球を追い掛け回すことなく辛抱強く好球を待ち続け、多くの球数を投げさせつつ深いカウントまで持ち込み、失投を誘いながら打席を長く継続できる。そして、打席内の気質は四球数やP/PA（一打席平均の被投球数）となり、統計データ上に如実に表れる。

## 関連したスタッツ
選球能力を測る際は、以下のスタッツ（統計）を用いる。
O-Swing% （ボールゾーンスイング率）
O-Swing% =　ボールゾーンスイング数 ÷ ボールゾーン投球数
ボール球をスイングした割合。選球眼を測る上で本質的な指標の一つで、NPBでは平均30%前後となっている。
Z-Swing% （ストライクゾーンスイング率）
Z-Swing% = ストライクゾーンスイング数 ÷ ストライクゾーン投球数
ストライクゾーン内の球をスイングした割合。選球眼を測る上で本質的な指標の一つで、NPBでは平均65%前後となっている。
BB% （Walk rate）
BB% = 四球 ÷ 打席数
打席に占める四球の割合。四球はボール球をスイングしない事で発生するため、選球眼が反映されやすい。
四球の発生は選球眼だけでなく打撃力、長打力も影響を与えるため、BB%のみで純粋な選球眼を測ることは難しい。

BB/K （Base on Balls per Strikeout）
BB/K = 四球 ÷ 三振
三振：四球。四球数が多く三振数が少ない打者ほどこの数値が高くなるが、一方で四球も三振も多い選手、四球も三振も少ない選手の間で同じような数値が出てしまう。いかにBB/Kに優れていても、四球が少ない打者が選球眼が良いとはいえない。近代野球において四球の重要性は最早明白であり、逆に三振が多いことによる大きなマイナス面は見られないのである。実践において三振数とほぼ同数、あるいはそれ以上の四球を取る選手は「ハンド・アイ・コーディネーション（手と目の連係動作）に優れ、コンタクトの上手い打者」「バッティングのアプローチが適切で、ストライクゾーン管理能力に長けた打者」と評される。
ザ・ハードボール・タイムズ のアーロン・グリーマンは、三振と四球の関係について「ボール球を見送り、カウントを整え、四球を選ぶ能力はプレート・ディシプリン（plate discipline：打席自制心）」「三振数と四球数のバランスを保つ能力はストライクゾーン管理能力」であると見なしており、75四球165三振の打者は際立つ自制心を持ち合わせている反面、管理能力はさほどない。30四球40三振の打者は自制心が欠落している一方、ストライクゾーンを見事に管理している、と解説した上で「どちらのスキルも必須ではないものの、等しく重要である」と結んでいる。
P/PA （Pitch per Plate Appearances）
P/PA = 投球数 ÷ 打席
一打席当たりの被投球数。数値が高いほどカット技術が高く、粘れる（得意筋でないボールもバットに当てファウルボールにできる、簡単には三振を取らせない）打者であるといえる。MLBにおける2000年代10年間（00-09年）の最高ランクはボビー・アブレイユの4.31、最低ランクはノマー・ガルシアパーラの3.17。なお、アブレイユの投球見送り率は64.9％で2番目に高く、ガルシアパーラは44.9％で5番目に低い。アブレイユの初球スイング率は11.7％で3番目に低く、ガルシアパーラは46.5％で2番目に高いものになっている。